# Комплекс Агромарс
ООО «Комплекс Агромарс» — холдинговая компания, учрежденная в 1998 году. Продукция компании известна под торговой маркой «Гавриловские цыплята» (укр. Гаврилівські курчата). Комплекс Агромарс являлся вертикально интегрированной компанией, охватывавшей своей деятельностью все этапы производства курятины, от выращивания зерновых культур, хранения комбикормов, производства племенной и бройлерной продукции, до переработки мяса и реализации через франчайзинговую сеть. В 2021 году начата процедура банкротства холдинга.

## История
В 1998 году на базе государственного племенного птицеводческого завода «Полесский» в с. Гавриловка было образовано закрытое акционерное общество «Гавриловский птицеводческий комплекс». В Венгрии были закуплены цыплята, комбикорма поставлялись с заводов Киевской области. В этот год было произведено 2 тысячи тонн курятины.
В последующие годы предприятие расширялось за счёт приобретения и модернизации птицеферм Киевской области и Киевского завода комбикормов, а также за счёт строительства инкубационных цехов. В 2003 году была введена система контроля качества ISO 9001:2001, производство курятины дошло до 33,4 тысяч тонн.
После завершения строительства третьего инкубационного цеха в 2005 году предприятие стало производить 96 млн суточных цыплят в год, а выпуск мясной продукции дошёл до 77,6 тонн в год.
В 2007 году в группу компаний торговой марки «Гавриловские цыплята» вошли хозяйства Харьковской области — ЗАО «Курганский бройлер» и племенной птицерепродуктор ЗАО «Голден кросс». В Киевской области приобретён ОАО «Бориспольский комбикормовой завод». Общий объём производства мяса цыплят-бройлеров достиг 120,6 тыс. тонн.
В 2010 году инспекторы Еврокомиссии и Россельхознадзора сертифицировали продукцию ООО «Комплекс Агромарс» для поставок как в Евросоюз так и в страны Таможенного союза. В декабре 2013 года Евросоюз выделил Украине квоту на беспошлинный экспорт курятины в размере 40 000 тонн. Однако из 10 % продукции, идущей на экспорт (от 160 тысяч тонн в год), основная часть шла в страны Таможенного союза. В марте 2014 года из-за торговой войны с Россией экспорт в эти страны был приостановлен.
В августе 2020 года компания была оштрафована Антимонопольный комитетом Украины на 500 тыс. гривен за подание недостоверной информации. В конце 2020 года компания прекратила производство курятины. В 2021 году против компании кредиторами было подано несколько исков о признании банкротом. Деятельность была прекращена, началась продажа арестованных активов. По состоянию на март 2023 года рассмотрение дела о банкротстве так и не было начато.

## Производство
Основные направления производства:
- выращивание цыплят на мясо;
- выращивание пшеницы, кукурузы и сои (для этого компания имеет 35 тысяч га земли в Киевской, Харьковской и Житомирской областях)[9].

Производство продукции под торговой маркой «Гавриловские цыплята» началось в 2004 году. С тех пор была сформирована широкая франчайзинговая сеть, охватывавшая почти всю Украину и состоявшая из более чем 1000 торговых точек.